# Lottlisa Behling
Lottlisa Gertrud Margarete Behling (* 15. Juli 1909 in Neustettin, Pommern; † 9. Januar 1989 in München) war eine deutsche Kunsthistorikerin.
Lottlisa Behling, Tochter von Margarete Behling, geb. Schaeffer († 2. Juli 1955), studierte Botanik und Kunstgeschichte an den Universitäten Greifswald, Halle und Berlin. Sie wurde 1937 in Berlin promoviert. Ihre Dissertation trug den Titel Das ungegenständliche Bauornament der Gotik. Versuch einer Geschichte des Maßwerks. Danach übernahm sie eine Stelle an den Staatlichen Museen zu Berlin und erhielt an der Universität Jena im Jahr 1946 einen Lehrauftrag für mittelalterliche Kunst und Ornamentik. Zwei Jahre später habilitierte sie sich an der Humboldt-Universität Berlin und wurde stellvertretende Direktorin und Leiterin des Instituts für Kunstgeschichte an der Universität Jena. 1958 verließ sie die DDR und erhielt zunächst einen Lehrauftrag in Erlangen. Im Jahr 1960 nahm sie einen Ruf an die Universität München an.
Schwerpunkt ihrer wissenschaftlichen Arbeit war die Ikonografie von Pflanzen in der Kunst des Mittelalters. Ihre Veröffentlichungen Die Pflanzen in der mittelalterlichen Tafelmalerei und Die Pflanzenwelt der mittelalterlichen Kathedralen gelten als Standardwerke.
In München ist der Lottlisa-Behling-Weg in Schwabing-Freimann nach ihr benannt.

## Publikationen (Auswahl)
- Triumphkreuzgruppe der Danziger Marienkirche von 1517, ein Werk Meister Pauls von Danzig. In: Kunst. Bd. 1, 1948, ZDB-ID 214653-8, S. 36–47.
- Eine Jüngste-Gerichts-Darstellung und ein Tumbengrab aus der Parlerwerkstatt in Thüringen. In: Zeitschrift für Kunstwissenschaft. Bd. 2, Nr. 1/2, 1948, ISSN 0721-958X, S. 9–14.
- Zur Engeldarstellung in der deutschen Kunst um 1000. In: Beiträge zur christlichen Philosophie. Bd. 6, 1950, ISSN 0174-8440, S. 25–37.
- Die Passionstafeln vom Hochaltar der Predigerkirche zu Erfurt. In: Zeitschrift für Kunst Bd. 4, Nr. 3, 1950, ZDB-ID 202970-4, S. 188–204.
- Die „Schöne Madonna“ von Arnstadt. In: Die Kunst und das schöne Heim. Bd. 48, Nr. 11, 1950, ISSN 0023-5423, S. 405–408.
- Der Hausbuchmeister – Erhard Rewich. In: Zeitschrift für Kunstwissenschaft. Bd. 5, Nr. 3/4, 1951, S. 179–80.
- Symmetrieprobleme in der bildenden Kunst. In: Wissenschaftliche Zeitschrift der Friedrich-Schiller-Universität Jena. Gesellschafts- und sprachwissenschaftliche Reihe. Bd. 2, Nr. 3, 1952/53, ISSN 0138-1652, S. 125–153.
- Die Freiberger Tulpenkanzel, eine Blume der Spätgotik. Ein Beitrag zum gegenständlichen Ornament der Spätgotik. In: Wissenschaftliche Zeitschrift der Friedrich-Schiller-Universität Jena. Gesellschafts- und sprachwissenschaftliche Reihe. Bd. 3, Nr. 4/5, 1953/54, S. 471–77.
- Die Freiberger Tulpenkanzel, ein Gewächs der Spätgotik. In: Die Kunst und das schöne Heim. Bd. 52, Nr. 6, 1954, S. 211–213.
- Die klugen und die törichten Jungfrauen zu Magdeburg. Nachträge und Ergänzungen zur Erforschung der Magdeburger Skulpturen. In: Zeitschrift für Kunstwissenschaft. Bd. 8, Nr. 1/2, 1954, S. 19–42.
- Die Handzeichnungen des Mathis Gothart Nithart genannt Grünewald. Böhlau, Weimar 1955.
- Die Pflanze in der mittelalterlichen Tafelmalerei. Weimar 1957; Neudruck (deklariert als 2. Auflage) Böhlau, Köln/Graz 1967.
- Die Pflanzenwelt der mittelalterlichen Kathedralen. Böhlau, Köln/Graz 1964.
- Matthias Grünewald. Langewiesche, Königstein im Taunus 1969.